# Berömda Makedonien
Berömda Makedonien (Grekiska: Μακεδονία ξακουστή - Makedonía ksakustí) är Makedoniens informella regionalsång.
Nedan presenteras även en sång som de allra flesta i Grekland kan, inte bara de som bor i området Makedonien. Den sjungs ofta under festligheter på Greklands nationaldag den 25 mars.

## Text
| Ursprunglig Grekisk version : ΜΑΚΕΔΟΝΙΑ ΞΑΚΟΥΣΤΗ | Latin Translitteration: MAKEDONIA KSAKOUSTI | Svensk översättning: BERÖMDA MAKEDONIEN |
| --- | --- | --- |
| Μακεδονία ξακουστή, του Αλεξάνδρου η χώρα, που έδιωξες τους βάρβαρους κι ελεύθερη είσαι τώρα! Ήσουν και θα ΄σαι ελληνική, ελλήνων το καμάρι, κι έμεις τα Ελληνόπουλα, σου πλέκουμε στεφάνι. Οι Μακεδόνες δεν μπορούν να ζούνε σκλαβομένοι, όλα και αν τα έχασαν η λεφτεριά τους μένει! | Makedonia ksakusti, tu Alexandru i hora, pu ediokses tus varvarus, ki eleftheri ise tora! Isun ke tha se elliniki, ellinon to kamari, ki emis ta Ellinopula, su plekume stefani! I Makedones den borun na zune sklavomeni, ola ke an ta ehasan i lefteria tus menei! | Berömda Makedonien som Alexanders land han som tvingade bort barbarerna vilket lett till att du nu är fri Du var och kommer alltid att vara grekiskt du är Greklands stolthet Och vi kommer att få syn på dig igen lika stolta förr som nu Makedonierna kan ej leva i fångenskap Även om de har förlorat allt så har de åtminstone sin frihet |

Exempel på musiken
 Makedonia ksakusti
 Makedonia ksakusti by a Military Band